# Gongchan
Gong Chan-sik (hangul: 공찬식; nascido em 15 de agosto de 1993), mais conhecido pelo seu nome artístico Gongchan (hangul: 공찬), é um cantor e ator sul-coreano. Ficou popularmente conhecido por ser integrante do grupo masculino B1A4, formado pela WM Entertainment em 2011.

## Carreira

### Pre-estreia
Gongchan foi descoberto no Cyworld como resultado da sua conquista de um "Eoljjang Challenge" quando ele estava na escola secundária. Ele também foi vice-campeão de um concurso de cross-dressing, onde dançou uma música do solista Ivy. Ele passou então por um período de treinamento de dois anos.

### B1A4
Após anos de treinamento, Gongchan estreou como membro do B1A4. Em 11 de abril de 2011, a WM Entertainment revelou Gongchan como o terceiro membro a ser revelado depois de lançar as novidades do B1A4 junto com as fotos de Jinyoung e Baro. Sandeul e CNU foram revelados nos próximos dois dias.
Em 20 de abril de 2011, o B1A4 lançou o seu primeiro vídeo musical OK e o mini álbum Let's Fly, fazendo sua estreia em 23 de abril de 2011 no programa da MBC, Show! Music Core.
Após sua estreia, B1A4 foi convidado para estrelar reality show da MTV junto com Block B. Como um dos projetos para o show, B1A4 filmou um vídeo musical para Only Learned The Bad Things (em coreano:  못된 것만 배워서).

### A Song For You
Em 2015, Gongchan tornou-se um novo MC na quarta temporada do show da KBS A Song For You. Ele apareceu junto com outros dois Amber e Kangin.

### I Need Romance
Foi anunciado no início de 2017 que Gongchan seria o primeiro personagem principal do novo jogo para celular, I Need Romance, desenvolvido pela Take One Company. O jogo, um jogo de namoro de simulação de realidade virtual de primeira pessoa, tem Gongchan no papel de Eun Sehyun, um idiota e líder do grupo de garotos.

## Filmografia

### Dramas
| Ano  | Título                    | Papel         | Notas                      |
| ---- | ------------------------- | ------------- | -------------------------- |
| 2021 | Mokkoji Kitchen           | Moo Young     | Papel principal            |
| 2020 | Lonely Enough to Love     | Jung Hoon     | Segurança papel secundário |
| 2019 | Dear my name              | Yeo Jae Ha    | Papel principal            |
| 2019 | Travel through romace 1.5 | Heo Jun       | Papel principal            |
| 2015 | Delicious Love            | Park Sung-jun | Papel principal            |

### Filmes
| Ano  | Título   | Papel     | Notas           |
| ---- | -------- | --------- | --------------- |
| 2020 | Mr. Boss | Hyun Joon | Papel principal |

### Vídeo Games
| Ano  | Título         | Papel       | Notas                |
| ---- | -------------- | ----------- | -------------------- |
| 2017 | I Need Romance | Eun Se-hyun | Personagem principal |

### Shows de variedades
| Ano  | Título                                         | Emissora  | Notas                                          |
| ---- | ---------------------------------------------- | --------- | ---------------------------------------------- |
| 2014 | B1A4's One Fine Day                            | MBC Music | Regular com B1A4                               |
| 2015 | Global Request Show: A Song For You 4          | KBS World | Apresentador                                   |
| 2016 | Celebrity Bromance                             | MBig TV   | Com Hongbin (VIXX), Season 11, Episódios 48-51 |
| 2012 | Special: B1A4's Selca Diary                    | SBS MTV   | Regular com B1A4                               |
| 2012 | Wide Entertainment News - B1A4's Sesame Player | Mnet      | Convidado                                      |
| 2012 | B1A4's Hello Baby Season 6                     | KBS       | Regular com B1A4                               |
|      |                                                |           |                                                |
|      |                                                |           |                                                |
|      |                                                |           |                                                |